# Suuri Kiviluoto
Suuri Kiviluoto är en ö i Finland. Den ligger i Finska viken och i kommunen Fredrikshamn i den ekonomiska regionen  Kotka-Fredrikshamn i landskapet Kymmenedalen, i den södra delen av landet. Ön ligger omkring 26 kilometer sydöst om Kotka och omkring 130 kilometer öster om Helsingfors. Suuri 
Öns area är 1,3 hektar och dess största längd är 240 meter i nord-sydlig riktning.